# Яблоков Василь Васильович
Васи́ль Васи́льович Я́блоков (1917—1983) — радянський воєначальник, генерал-майор (07.05.1960).

## Життєпис
Народився на залізничній станції Туфаново, нині Грязовецького району Вологодської області Росії, в родині залізничника. Росіянин. У 1918 році разом з родиною переїхав на станцію Шушкодом Північної залізниці. У 1931 році закінчив семирічку й у 1933 році — залізничне ФЗУ у Вологді. Протягом 1933—1935 років працював слюсарем у паровозному депо вузлової станції Буй Північної залізниці.
До лав РСЧА добровільно вступив у жовтні 1935 року. Навесні 1938 року з відзнакою закінчив Орловське бронетанкове училище.
Проходив військову службу у бронетанкових частинах Київського особливого військового округу: командир важкого танка, з грудня 1938 року — командир взводу, з вересня 1939 року — ад'ютант батальйону. Брав участь у радянському вторгненні до Польщі. Член ВКП(б) з 1940 року.
Учасник німецько-радянської війни з 22 червня 1941 року: ад'ютант старший 1-го окремого танкового батальйону 133-ї танкової бригади; помічник начальника штабу з розвідки 133-ї танкової бригади; командир 2-го танкового батальйону 11-ї гвардійської окремої танкової бригади; з 29 червня 1944 по 15 червня 1945 року — командир 1823-го самохідно-артилерійського Молодечненського Червонопрапорного полку 3-го гвардійського механізованого Сталінградського корпусу. Воював на Південно-Західному, Брянському, Сталінградському, Центральному, 3-му Білоруському, 1-му та 2-му Прибалтійських і Ленінградському фронтах. 7 серпня 1943 року на Орловсько-Курському напрямку був важко поранений.
З грудня 1945 року — начальник відділу бойової підготовки Прибалтійського військового округу. З червня 1948 року — начальник відділу оперативної і бойової підготовки Забайкальського військового округу.
У вересні 1952 року направлений на навчання до Військової академії бронетанкових і механізованих військ імені Й. В. Сталіна. Після закінчення академії з 1956 по 1958 роки — заступник командира 18-ї гвардійської механізованої (з 1957 року — 35-ї гвардійської танкової) дивізії (м. Черкаси), а з 1958 по 1960 роки — командир цієї дивізії. У 1959 році під його керівництвом пройшли навчання, в ході яких вперше у світі танковий полк форсував Дніпро дном річки.
З 1960 по 1974 роки — начальник Київського танко-технічного училища (з 1968 року — Київське вище танко-технічне училище).

## Нагороди
- орден Леніна (24.03.1945);
- два ордени Червоного Прапора (05.08.1942, 13.01.1945);
- орден Кутузова 3-го ступеня (15.05.1943);
- орден Вітчизняної війни 1-го ступеня (03.10.1943);
- орден Червоної Зірки;
- медаль «За відвагу» (26.10.1942);
- медаль «За бойові заслуги»;
- інші медалі.